# Весёловский, Людвиг Романович
Людвиг Романович Весёловский (пол. Ludwik Wiesiołowski; 1854, провинция Позен—1892, Варшава) — польский и русский живописец, сторонник «позднего академизма», педагог.

## Биография
Начальное художественное образование получил в Варшавском рисовальном классе. Ученик Войцеха Герсона.
В 1874—1879 учился в Петербургской Академии художеств у В. В. Верещагина, П. П. Чистякова и П. М. Шамшина. За время учёбы получил четыре серебряные и две золотые медали (1878, 1879). Получил большую золотую медаль (1879) за программу «Авраам изгоняет из дома Агарь с сыном Измаилом». Был удостоен звания художника 1-й степени по исторической живописи (1879).
В 1880—1884 — пенсионер Академии художеств за границей. Стажировался в Париже и Риме. С 1886 преподавал в Варшавском рисовальном классе.
Участник художественных выставок с 1882. В 1887 году состоялась его персональная выставка в Варшаве.
В 1887 году открыл и преподавал в школе живописи для женщин.

## Творчество
Автор религиозных, исторических и жанровых полотен со сценами из сельской жизни.
Художник-ориенталист. Также писал пейзажи и портреты.
Работы Л. Весёловского хранятся в Музее Санкт-Петербургской Академии художеств, Одесском художественном музее, музеях Польши и Германии.